# Broomeia guadalupensis
Broomeia guadalupensis är en svampart som beskrevs av Lév. 1848. Broomeia guadalupensis ingår i släktet Broomeia och familjen Broomeiaceae.   Inga underarter finns listade i Catalogue of Life.